# John H. Manley

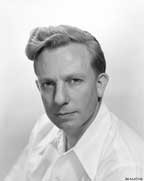
John H. Manley

John H. Manley (* 21. Juli 1907 in Harvard (Illinois); † 11. Juni 1990 in Los Alamos (New Mexico)) war ein US-amerikanischer Physiker und Gruppenleiter beim Manhattan-Projekt.
Manley erhielt 1929 den Bachelor of Science für Physik an der University of Illinois und den Doctor of Philosophy 1934 an der University of Michigan. Er wurde Dozent an der Columbia University und war von 1937 bis 1942 Professor an der University of Illinois. 1938 wurde er Fellow der American Physical Society.
Mit der Aussicht auf einen langen Krieg traf sich im Sommer 1942 eine Gruppe von theoretischen Physikern um Robert Oppenheimer in Berkeley, um Pläne für die Entwicklung und Gestaltung einer Kernwaffe festzulegen. Grundlegende Fragen über die Eigenschaften schneller Neutronen blieben dabei noch offen. John H. Manley, ein Freund und Kollege Oppenheimers, der bei Kriegsausbruch am metallurgischen Labor der University of Chicago war, koordinierte für Oppenheimer die Forschungsgruppen im ganzen Land, die diese Frage beantworten sollten.
Manley kam am 4. April 1943 am Los Alamos National Laboratory an, wo er zusammen mit anderen erst einmal half, die Laborgebäude aufzubauen. Er installierte auch den Cockcroft-Walton-Beschleuniger, den er aus Urbana mitgebracht hatte. Während des Krieges war er verantwortlich für das Labormanagement und ein Berater Oppenheimers.
Nach dem Zweiten Weltkrieg war Manley als executive secretary of the general advisory committee der United States Atomic Energy Commission tätig und kam kurz darauf wieder nach Los Alamos zurück, um weitere Forschungen zu betreiben. Von 1951 bis 1957 lehrte Manley Physik an der University of Washington. Er emeritierte 1974.